# Talleres de Wolverhampton
Los Talleres Ferroviarios de Wolverhampton estaban en la propia ciudad de Wolverhampton, en el condado de Staffordshire, Inglaterra. Situados prácticamente al norte del centro de la ciudad, su antigua ubicación se conmemora con una pequeña muestra de puertas de paso a nivel y una placa. Conocidos como los Talleres de Stafford Road, fueron inaugurados por el Ferrocarril de Shrewsbury y Birmingham en 1849 para mantener las locomotoras adquiridas por la compañía.

## Resumen
Los Talleres de Wolverhampton, ubicados en Gorsebrook, al norte del centro de Wolverhampton, se convirtieron en 1854 en el taller de la División Norte del Great Western Railway bajo la dirección técnica de Joseph Armstrong, que había estado a cargo del mantenimiento del Ferrocarril de Shrewsbury y Chester en Saltney. Se remodelaron cuando llegó la primera línea de gran ancho (de 7 pies 1/4 plg (2140 mm)) a la ciudad. Las reparaciones de locomotoras se concentraron en Wolverhampton, mientras que el mantenimiento de coches de viajeros y vagones se transfirió a Saltney.

## Locomotoras
Joseph Armstrong fue ascendido a responsable de los Talleres de Swindon en 1864, siendo sucedido por su hermano George en los Talleres de Wolverhampton (ampliados en 1858), donde ya se había iniciado la construcción de locomotoras de ancho estándar independientemente de Swindon.
En comparación con Swindon, la instalación de Wolverhampton tenía que enfrentarse al problema de mantener una gran variedad de locomotoras diferentes, procedentes de las distintas líneas que se habían ido incorporando a la compañía. Gran parte de su trabajo, por lo tanto, consistió en reconstruir y estandarizar. Sin embargo, los talleres pudieron mostrar todo su potencial una vez que comenzó la construcción de máquinas nuevas en 1859, con las 2-2-2 diseñadas por Joseph Armstrong. Su identidad propia quedó reflejada en la librea de sus locomotoras (de color azul verdoso oscuro con marcos de color marrón rojizo), diferente de la utilizada por las máquinas de Swindon (verde hoja con marcos de color marrón roble).
La construcción durante el mandato de George Armstrong consistió principalmente en locomotoras tanque 0-4-2 de la familiar Clase 517 y varios otros tipos de máquinas 0-6-0 también con depósito incorporado, que se reconvertirían en su mayoría al tipo con depósito de alforjas, sobreviviendo durante muchos años hasta la época del British Rail.
A medida que las vías de gran ancho fueron desapareciendo hasta su supresión definitiva en 1892, Swindon se convirtió en la principal instalación dedicada a la construcción de locomotoras de ancho estándar del GWR. Cuando George Armstrong se retiró en 1897 a los 75 años de edad, la influencia de Swindon se hizo cada vez más fuerte en Wolverhampton, hasta el punto de que después de haber producido unas 800 locomotoras, toda la construcción nueva cesó allí en 1908. Los Talleres continuaron reparando y revisando todas las clases de locomotoras, desde las humildes máquinas tanque hasta las potentes locomotoras de las clases King del GWR y Standard de British Rail, pero finalmente las instalaciones se acabaron cerrando en 1964.

## Wolverhampton (Stafford Road) TMD

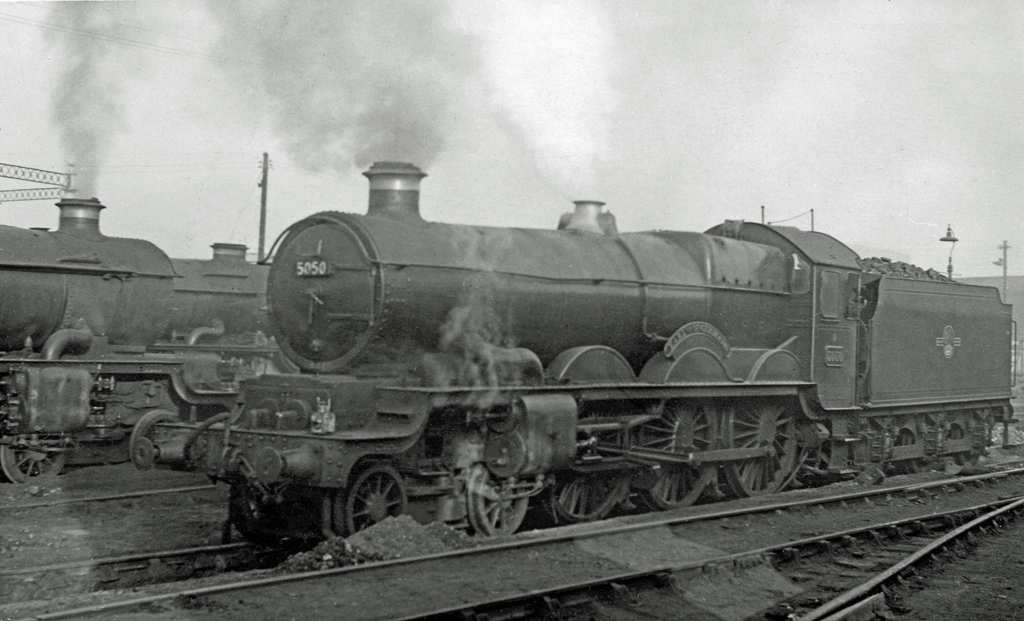
GWR "Clase Castle" 4-6-0 5050 "Earl of St Germans" en Wolverhampton (Stafford Road) en diciembre de 1958

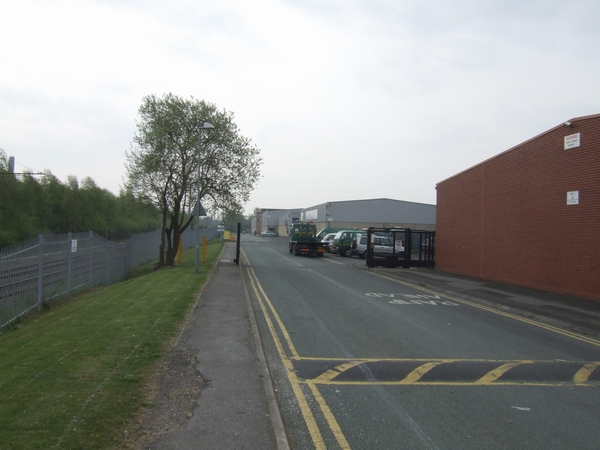
La ubicación del antiguo TMD de Wolverhampton (Stafford Road) en 2007, remodelado a finales de la década de 1960 como un polígono para industrias ligeras

Al llegar a Wolverhampton en 1854, el GWR construyó sus propias cocheras para el material móvil de gran ancho (de 7 pies 1/4 plg (2140 mm)) en el lado de Stafford Road opuesto al de los talleres existentes del S&B, entre la carretera y la línea del LMS a Crewe. Ubicado enfrente y accesible desde la estaciónde Dunstall Park, la cubierta daba la espalda a Stafford Road, mirando hacia la Estación de Wolverhampton Low Level.
En 1860, el GWR agregó unas cocheras para el material de ancho estándar denominadas Old Oak Common, que disponía de una mesa giratoria de 55 pies (16,8 m) de diámetro y 28 vías de acceso, todas con sus propios fosos de inspección. Los cobertizos números 2 y 3 (también para ancho estándar) se agregaron en 1875, con las mesas giratorios de los tres cobertizos aumentadas a 65 pies (19,8 m) de diámetro, aunque los cobertizos 2 y 3 no eran directamente accesibles desde Wolverhampton Low Level.
Como el principal depósito de locomotoras de la región, se construyó como un taller de reparación de mantenimiento pesado, para reemplazar a los antiguos talleres del S&B. Por lo tanto, bajo la Ley de Préstamos y Garantías de 1929 se acometieron notables mejoras: los antiguos cobertizos de vía ancha fueron demolidos y reemplazados por los nuevos cobertizos con estructura de acero números 4 y 5; se edificó un nuevo taller de elevación y montaje en el emplazamiento del antiguo depósito del S&B; se sustituyeron los techos de vigas de madera de los cobertizos números 1, 2 y 3 por soportes de acero y hierro corrugado; y se añadió una nueva instalación de repostaje de carbón con dos rampas más de 65 pies (19,8 m) erigidas en el lado opuesto de la línea del LMS, más cerca de Wolverhampton Low Level. En ese momento, la función de depósito del antiguo cobertizo del S&B había sido reemplazada por el nuevo Depósito de Wolverhampton Oxley (equipado con dos mesas giratorias para vías de ancho estándar), situado en el lado opuesto de la línea junto a los patios de carga y más cerca de Wolverhampton Low Level.
Después de la reasignación del depósito a la Región Londres-Midland en enero de 1963, se tomó la decisión de cerrar las instalaciones, por entonces muy deterioradas, concentrando todas las locomotoras y el trabajo restantes en Oxley, siendo abandonados los cobertizos 2 y 3. Las cocheras se cerraron definitivamente en septiembre de 1963, siendo remodeladas como un parque industrial.